# Marizy-Saint-Mard
Marizy-Saint-Mard és un municipi francès situat al departament de l'Aisne i a la regió dels Alts de França. L'any 2007 tenia 45 habitants.

## Demografia

### Població
El 2007 la població de fet de Marizy-Saint-Mard era de 45 persones. Hi havia 16 famílies de les quals 3 eren unipersonals (3 dones vivint soles i 3 dones vivint soles), 3 parelles sense fills i 10 parelles amb fills.
La població ha evolucionat segons el següent gràfic:
Habitants censats

### Habitatges
El 2007 hi havia 21 habitatges, 15 eren l'habitatge principal de la família, 4 eren segones residències i 3 estaven desocupats. Tots els 21 habitatges eren cases. Dels 15 habitatges principals, 14 estaven ocupats pels seus propietaris i 1 estava llogat i ocupat pels llogaters; 1 tenia dues cambres, 5 en tenien quatre i 10 en tenien cinc o més. 13 habitatges disposaven pel capbaix d'una plaça de pàrquing. A 2 habitatges hi havia un automòbil i a 11 n'hi havia dos o més.

### Piràmide de població
La piràmide de població per edats i sexe el 2009 era:
| Homes | Edats   | Dones |
| ----- | ------- | ----- |
| 0     | 95 o +  | 0     |
| 0     | 90 a 94 | 0     |
| 0     | 85 a 89 | 0     |
| 0     | 80 a 84 | 0     |
| 0     | 75 a 79 | 0     |
| 0     | 70 a 74 | 0     |
| 4     | 65 a 69 | 0     |
| 4     | 60 a 64 | 8     |
| 0     | 55 a 59 | 0     |
| 4     | 50 a 54 | 0     |
| 0     | 45 a 49 | 4     |
| 0     | 40 a 44 | 0     |
| 4     | 35 a 39 | 0     |
| 4     | 30 a 34 | 4     |
| 4     | 25 a 29 | 4     |
| 4     | 20 a 24 | 0     |
| 0     | 15 a 19 | 4     |
| 4     | 10 a 14 | 8     |
| 0     | 5 a 9   | 0     |
| 0     | 0 a 4   | 4     |

## Economia
El 2007 la població en edat de treballar era de 29 persones, 22 eren actives i 7 eren inactives. De les 22 persones actives 19 estaven ocupades (11 homes i 8 dones) i 3 estaven aturades (1 home i 2 dones). De les 7 persones inactives 1 estava jubilada, 4 estaven estudiant i 2 estaven classificades com a «altres inactius».
Activitats econòmiques
Dels 2 establiments que hi havia el 2007, 1 era d'una empresa de serveis i 1 d'una empresa classificada com a «altres activitats de serveis».
L'any 2000 a Marizy-Saint-Mard hi havia 3 explotacions agrícoles que ocupaven un total de 483 hectàrees.

## Poblacions més properes
El següent diagrama mostra les poblacions més properes.